# Włosienica (gromada)
\Włosienica – dawna gromada, czyli najmniejsza jednostka podziału terytorialnego Polskiej Rzeczypospolitej Ludowej w latach 1954–1972.
Gromady, z gromadzkimi radami narodowymi (GRN) jako organami władzy najniższego stopnia na wsi, funkcjonowały od reformy reorganizującej administrację wiejską przeprowadzonej jesienią 1954 do momentu ich zniesienia z dniem 1 stycznia 1973, tym samym wypierając organizację gminną w latach 1954–1972.
Gromadę Włosienica z siedzibą GRN we Włosienicy utworzono – jako jedną z 8759 gromad na obszarze Polski – w powiecie oświęcimskim w woj. krakowskim, na mocy uchwały nr 20/IV/54 WRN w Krakowie z dnia 6 października 1954. W skład jednostki weszły obszary dotychczasowych gromad Włosienica, Monowice (bez części włączonej do miasta Oświęcim) i Dwory (bez części włączonej do miasta Oświęcim) ze zniesionej gminy Oświęcim w tymże powiecie. Te dwie ostatnie przekształcono w gromady Stawy Monowskie i Dwory Drugie (Machnaty). Dla gromady ustalono 16 członków gromadzkiej rady narodowej.
31 grudnia 1961 do gromady Włosienica przyłączono obszar zniesionej gromady Poręba Wielka.
Gromada przetrwała do końca 1972 roku, czyli do kolejnej reformy gminnej.